# Chinese Volleyball League 1997-1998 (maschile)
La Chinese Volleyball League 1997-1998 si è svolta dal 1997 al 1998: al torneo hanno partecipato 8 squadre di club cinesi e la vittoria finale è andata per la seconda volta consecutiva al Sichuan.

## Squadre partecipanti
| - Beijing - Henan - Hubei - Jiangsu | - Liaoning - Shanghai - Sichuan - Zhejiang |

## Premi individuali[1]
| Premio                | Giocatrice   | Squadra  |
| --------------------- | ------------ | -------- |
| MVP                   | Zhang Liming | Sichuan  |
| Miglior attaccante    | Lu Weizhong  | Jiangsu  |
| Miglior muro          | Zheng Liang  | Zhejiang |
| Miglior servizio      | Li Tieming   | Liaoning |
| Miglior ricevitore    | Li Jun       | Hubei    |
| Miglior difesa        | Li Tieming   | Liaoning |
| Miglior palleggiatore | Zhou Jianan  | Sichuan  |
| Miglior allenatore    | Yang Likang  | Sichuan  |

## Classifica finale[1]
| Pos | Squadra  | Verdetto                    |
| --- | -------- | --------------------------- |
| 1   | Sichuan  |                             |
| 2   | Jiangsu  |                             |
| 3   | Zhejiang |                             |
| 4   | Henan    |                             |
| 5   | Liaoning |                             |
| 6   | Shanghai |                             |
| 7   | Beijing  | Chinese Volleyball League B |
| 8   | Hubei    | Chinese Volleyball League B |